# Max George
Maximillian Albert George (Swinton, Gran Mánchester, 6 de septiembre de 1988) es un cantante, compositor y actor británico, más conocido por ser el cantante principal de la boy band, The Wanted. En 2013, protagonizó la serie de telerrealidad de E!, The Wanted Life.
George comenzó su carrera como futbolista jugando para Preston North End. Después de que una lesión terminó con su carrera futbolística, decidió seguir una carrera musical. Hizo su debut como cantante con la banda Avenue. Después de que el grupo se disolvió en 2009, George se unió a la banda The Wanted. En 2014, tras el éxito de The Wanted en Estados Unidos, consiguió su primer papel actoral en la sexta temporada de la serie de televisión estadounidense, Glee, en el papel de Clint, el líder de «Vocal Adrenaline».

## Primeros años
George nació en Swinton, Gran Mánchester y estudió en Bolton School.

## Carrera musical

### Avenue yThe X Factor
George se unió a la boy band Avenue en 2005. Después de postular para The X Factor en 2006, la banda audicionó para la tercera temporada de la competencia cantando una versión a capela de la canción de Will Young, «Leave Right Now». Fueron asesorados por Louis Walsh después de las audiciones. Al llegar a los 12 finalistas, la banda firmó un contrato de gestión con la serie. Después de que se descubrió que ya estaban bajo contrato con otra empresa, fueron descalificados del programa. Tras la descalificación, firmaron con el sello discográfico Crown Music Management y se les otorgó un contrato de álbum con Island Records.
En 2008, Avenue lanzó su sencillo debut, «Last Goodbye» y George apareció desnudo en la portada de la revista AXM. El sencillo alcanzó su punto máximo cuando se ubicó en el número 50 en la lista UK Singles Chart y sus planes de ir de gira fueron cancelados. El grupo se disolvió en 2009.

### The Wanted

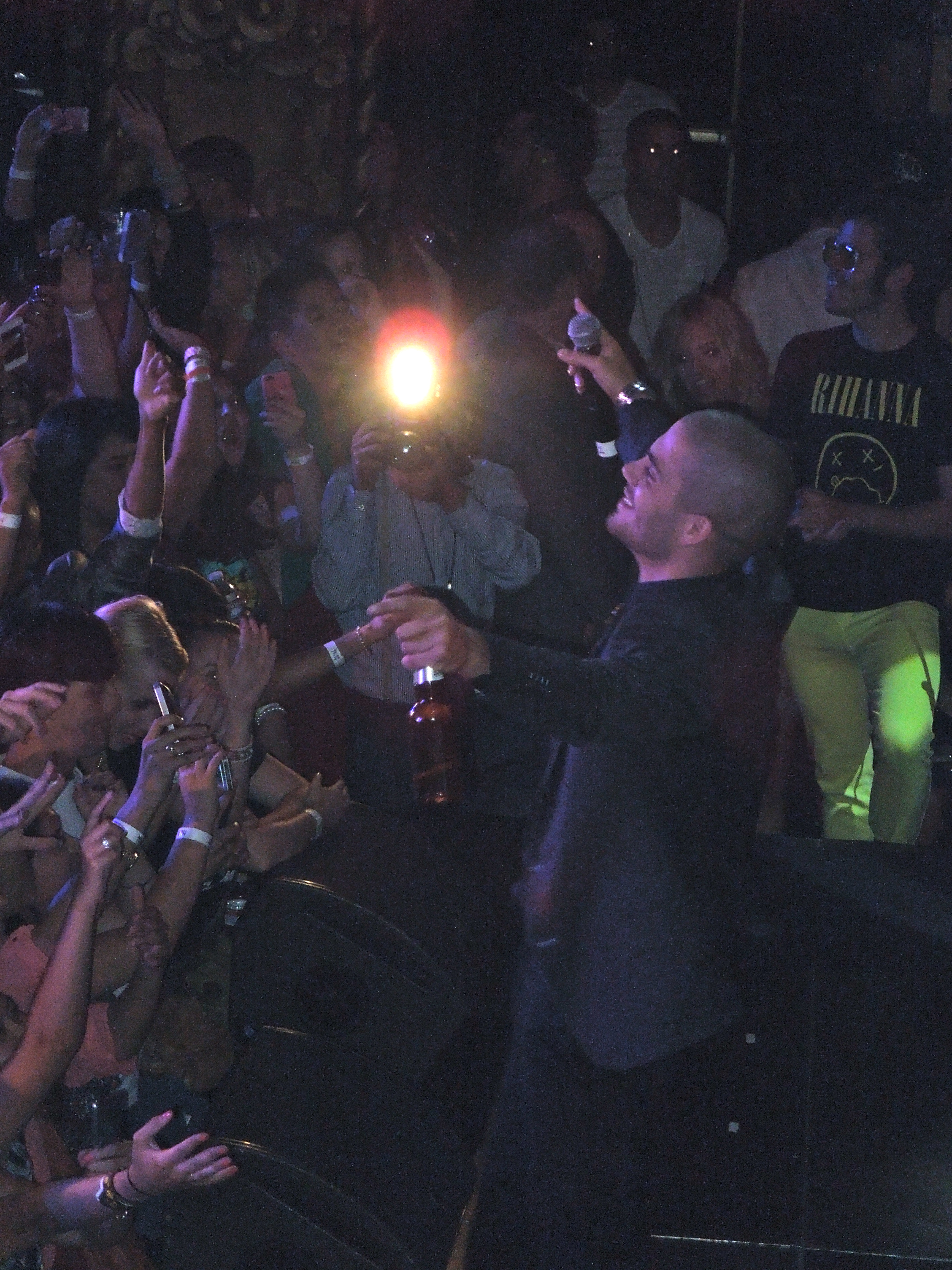
George durante una actuación en vivo.

En 2009, Jayne Collins realizó una audición masiva para formar una boy band, después de lanzar con éxito Parade y The Saturdays. George hizo una audición y fue seleccionado como uno de los cinco miembros, junto con Nathan Sykes, Siva Kaneswaran, Tom Parker y Jay McGuiness entre los miles de otros que audicionaron. La banda se formó y juntos trabajaron en su álbum debut antes de encontrar un nombre perfecto para su banda, The Wanted. Su sencillo debut «All Time Low» fue lanzado el 25 de julio de 2010, debutó en el número uno en la lista UK Singles Chart. Su segundo sencillo, «Heart Vacancy» fue lanzado el 17 de octubre de 2010. La canción alcanzó el número dos en la lista UK Singles Chart y el número 18 en Irlanda. Su tercer sencillo, «Lose My Mind» fue lanzado el 26 de diciembre de 2010. La canción alcanzó el número 19 en la lista UK Singles Chart y alcanzó el número 30 en Irlanda. En 2011, el sencillo fue lanzado en Alemania y en 2012, en los Estados Unidos. En 2013, en apoyo de un atractivo cruzado para el mercado musical estadounidense, el grupo protagonizó su propia serie de telerrealidad en E!. La serie, The Wanted Life, solo se emitió durante una temporada.
La banda anunció su separación en enero de 2014.

### Como solista
En enero de 2014, George reveló en una entrevista que fue contratado como solista por Scooter Braun. El 3 de julio de 2018 lanzó su primer sencillo «Barcelona». La canción tiene más de 4.5 millones de reproducciones en Spotify. El 24 de mayo de 2019 lanzó su segundo sencillo «Better On Me».

## Otros trabajos

### Modelaje
En junio de 2013, George fue nombrado nuevo rostro y portavoz de la línea de otoño de la mezclilla Buffalo. Protagonizó la campaña junto a la modelo de Sports Illustrated, Hannah Davis. En noviembre de 2013, volvió a hacer una campaña de ropa interior para Buffalo.

### Actuación
George firmó con Creative Artists Agency desde 2013. En junio de 2014, George reveló su decisión de inscribirse en clases de elocución, para ayudar a mejorar su búsqueda de una carrera como actor. En septiembre de 2014, se confirmó que se había unido al elenco de Glee en el papel de Clint, luego de que Mark Salling compartiera una foto de él en Twitter pasando el rato con Max en el set de la última temporada de la serie. Hizo su primera aparición en pantalla el 9 de enero de 2015.
El 2 de febrero de 2015, se anunció que George se había unido al elenco de la serie de Bear Grylls titulada Bear Grylls: Mission Survive. El programa trata sobre ocho celebridades que realizaran peligrosos viajes a través de la jungla, donde competirán por una misión de supervivencia de 12 días.

### Strictly Come Dancing
El 1 de septiembre de 2020, se anunció que George sería una de las celebridades participantes de la serie 18 de Strictly Come Dancing, siendo emparejado con la bailarina profesional Dianne Buswell. Fueron eliminados en la cuarta semana, ubicándose en el noveno puesto.

## Vida personal
George estuvo en una relación con la actriz Michelle Keegan desde diciembre de 2010. La pareja se comprometió en junio de 2011, pero terminó su relación al año siguiente. En 2013, comenzó a salir con la modelo de Sports Illustrated, Nina Agdal. Se separaron en febrero de 2014. En octubre de 2014, confirmó estar en una relación con la concursante de Miss Oklahoma, Carrie Baker. Ahora está en una relación con Stacey Cooke, quien anteriormente estuvo casada con Ryan Giggs.

## Filmografía
| Año  | Título                       | Papel      | Notas                         |
| ---- | ---------------------------- | ---------- | ----------------------------- |
| 2013 | Chasing the Saturdays        | Él mismo   | Episodio: «#DeepFriedSats»    |
| 2013 | The Wanted Life              | Él mismo   | 7 episodios                   |
| 2015 | Glee                         | Clint      | Papel recurrente; 6 episodios |
| 2015 | Bear Grylls: Mission Survive | Él mismo   | 2 episodios                   |
| 2020 | Me, Myself and Di            | Salvavidas | Película                      |
| 2020 | Kill/Stream                  | Gav        | Terminada                     |
| 2020 | Strictly Come Dancing        | Él mismo   | Concursante de la serie 18    |

## Discografía

### Sencillos
| Título             | Año  | Álbum |
| ------------------ | ---- | ----- |
| «Barcelona»        | 2018 | —     |
| «Better On Me»     | 2019 | —     |
| «Til I Met You»    | 2019 | —     |
| «That's Not Me»    | 2020 | —     |
| «Hate You»         | 2020 | —     |
| «Paint By Numbers» | 2020 | —     |